# Gaston Taument
Gaston Taument (L'Aia, 1º ottobre 1970) è un allenatore di calcio ed ex calciatore olandese che giocava nei ruoli di ala e attaccante, tecnico del Feyenoord Under-14.

## Carriera

### Club
Durante la sua carriera giocò per Feyenoord Rotterdam (1988-1989 e 1990-1997), Excelsior Rotterdam (1989-1990), Benfica (1997-1998), Anderlecht (1998-1999), OFI Creta (1999-2000) e Rapid Vienna (2000-2002)

### Nazionale
Taument esordisce in nazionale maggiore il 12 febbraio 1992, in un'amichevole persa 2-0 contro il Portogallo allo Stadio "São Luìs" di Faro. Taument ha collezionato 15 presenze e 2 reti con l'Olanda. Una di queste due reti l'ha segnata durante i Mondiali del 1994, nella sfida vinta 2-1 contro l'Arabia Saudita. Taument ha inoltre partecipato anche alle fasi finali di Euro 1996.

## Palmarès

### Giocatore

#### Club
- Coppa dei Paesi Bassi: 4

Feyenoord: 1990-1991, 1991-1992, 1993-1994, 1994-1995)
- Supercoppa dei Paesi Bassi: 1

Feyenoord: 1991
- Campionato olandese: 1

Feyenoord: 1992-1993

#### Individuale
- Miglior talento dell'anno in Eredivisie: 1

1991